# Chowanski (Adelsgeschlecht)

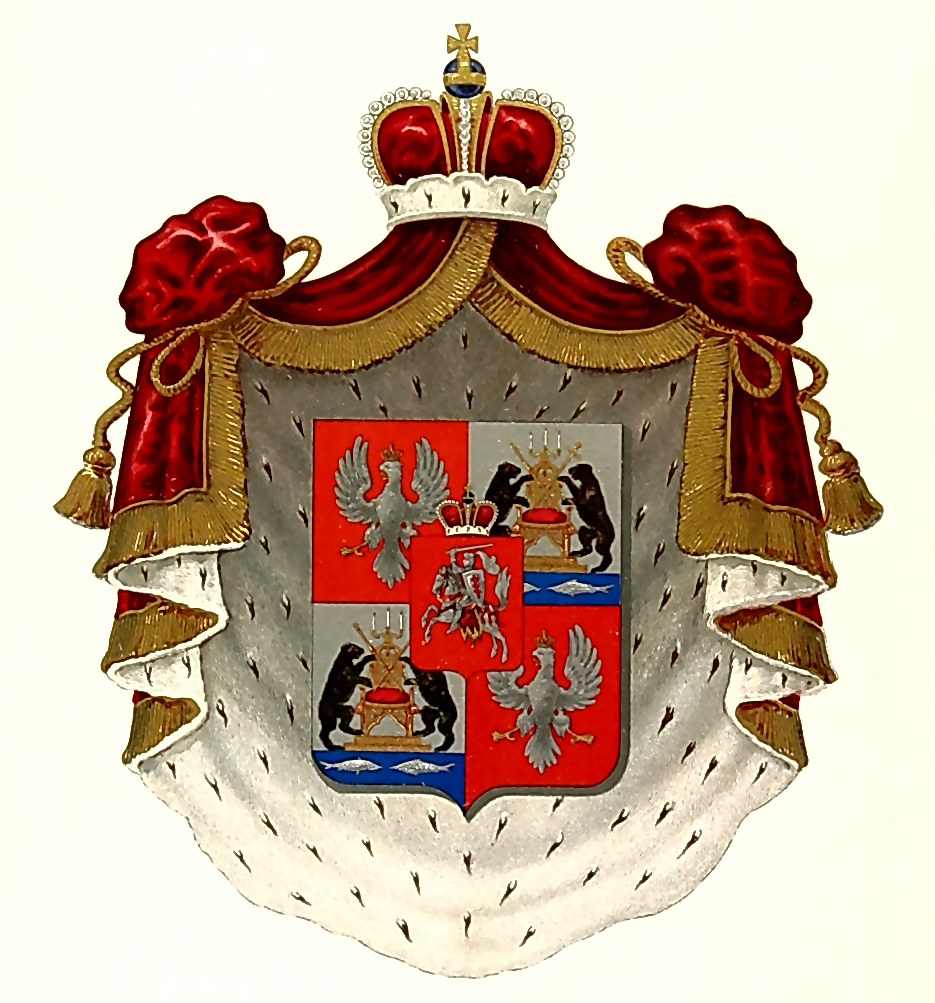
Das Wappen des Hauses Chowanski

Die Fürsten Chowanski (russisch Хованский) sind ein russisches Adelsgeschlecht, das auf die litauischen Gediminiden zurückgeht. Sie waren ins Samtene Buch eingetragen. Vor allem in der Herrschaftszeit des Zaren Alexei I. gehörten sie zu den privilegiertesten Adelshäusern des Russischen Zarenreiches.
Die Fürsten Chowanski gehen auf Narimantas zurück, den litauischen Fürsten von Pinsk. Im Streit mit seinem Bruder Algirdas floh er in die Goldene Horde, wurde dort verhaftet und vom Moskauer Großfürsten Iwan Kalita freigekauft. Er wurde mit Ländereien im Nordwesten Russlands belehnt, die er an seine Söhne übergab, die im Dienste der Moskauer Großfürsten standen. Ihren Namen führen die Chowanski vermutlich vom Landbesitz Chowan unweit von Wolokolamsk. Den Chowanski stehen die Fürsten Bulgakow, Golizyn und Kurakin nahe, die alle ebenfalls von Narimuntas und seinem Sohn Patrikei abstammen.
In der Folgezeit brachte das Fürstenhaus Chowanski zahlreiche Woiwoden und Staatsbeamte hervor. In der zweiten Hälfte des 17. Jahrhunderts durften Vertreter des Hauses Chowanski vom Rang des Stolnik unter Umgehung des Ranges Okolnitschi in den Rang eines Bojaren aufsteigen. Ein prominenter Vertreter war Iwan Andrejewitsch Chowanski, ein Woiwode und im Jahre 1682 Initiator einer Verschwörung gegen die Zarenfamilie, die als Chowanschtschina bekannt wurde.
Die Fürstenlinie der Chowanski existiert bis heute, ihr Vertreter ist der russische Mathematiker Askold Georgijewitsch Chowanski.